# Saint-Jean-de-Couz
 Saint-Jean-de-Couz  es una población y comuna francesa, en la región de Ródano-Alpes, departamento de Saboya, en el distrito de Chambéry y cantón de Les Échelles.

## Demografía
| 147 | 129 | 101 | 145 | 180 | 215 |
| Para los censos de 1962 a 1999 la población legal corresponde a la población sin duplicidades (Fuente: INSEE [Consultar]) |     |     |     |     |     |